# Wilhelm Steigerwald

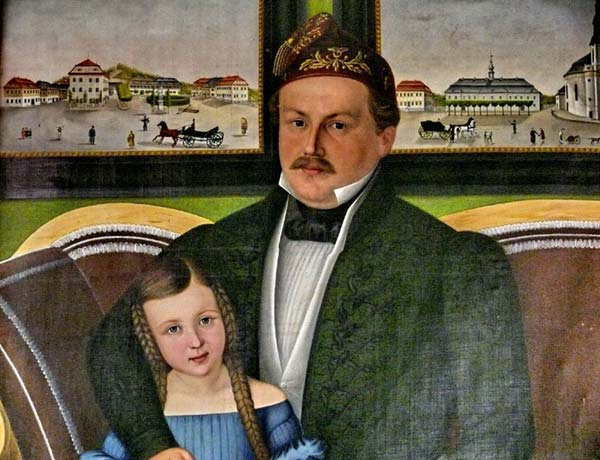
Wilhelm Steigerwald mit Tochter Louise, Ölbild im Theresienthaler Glasmuseum

Wilhelm Steigerwald (* 9. Juni 1804 in Prag; † 30. November 1869 in Rabenstein) war ein böhmisch-deutscher Industrieller.
Er war der Sohn von Franz Steigerwald sen. und verließ mit seinen Eltern 1808 seine Heimatstadt Prag. Steigerwald wuchs in Würzburg auf, wo sein Vater 1812 eine Veredelungswerkstatt und einen Glasverkauf eröffnete.
1832 war er als Glashändler im nordböhmischen Haida im dortigen Palais Kinsky zusammen mit Friedrich Egermann ansässig. 1836 begann er mit seinem Bruder Franz Steigerwald den Bau der Glasfabrik Theresienthal im Bayerischen Wald. Am 1. Juli 1837 trat er als Mitaktionär in das Unternehmen ein und ließ sich 1839 selbst in Theresienthal nieder, wo er als technischer Werkführer fungierte und für das von ihm hergestellte Goldrubinglas 1840 von der bayerischen Regierung ein Privileg auf fünf Jahre erhielt. Im Dezember 1842 gab er nach Streitigkeiten mit den Aktionären seinen Direktorenposten auf.
1844 pachtete er die Glashütte Schachtenbach im Glashüttengut Rabenstein und betrieb sie ab dem 23. April 1844. Er sicherte sich 1847 nach dem Aussterben der von Kiesling die Erbbaurechte für die ebenfalls zum Kieslingschen Gutsbesitz gehörende Regenhütte. 1849 waren König Max II. und seine Frau bei ihm zu Besuch, 1853 Prinz Luitpold, der spätere Prinzregent.
1855 wurde Wilhelm Steigerwald in Paris als einziger deutscher Fabrikant mit einer Goldmedaille ausgezeichnet. Schachtenbach hatte unter ihm eine führende Stellung unter den Glashütten des Bayerischen Waldes erreicht. Am 30. März 1859 ging der Pachtvertrag mit der Spiegelglasfabrik Fischer/Ziegler aus Erlangen für die Regenhütte zu Ende und Steigerwald wurde Erbpächter. Er führte auf Wunsch der Staatsforstbehörde Verhandlungen über die Verlegung der Schachtenbachhütte nach Regenhütte und begann nach dem Vertragsabschluss am 22. September 1863 in Regenhütte mit dem Bau einer neuen Glashütte, deren Gebäude noch heute vorhanden ist. Die Glashütte in Schachtenbach wurde aufgelassen, die Bewohner zogen fast alle nach Regenhütte um. Auch Steigerwald selbst zog 1865 nach Regenhütte.
1860 oder 1863 erbaute Steigerwald in Rabenstein eine große hölzerne Villa mit Parkanlage, an deren Stelle 1912 das heutige „Neue Schloss“ erbaut wurde. In seiner Villa starb er im November 1869. Er war mit Henriette Reinhold aus Zweibrücken verheiratet, die drei Jahre nach ihm verstarb. Ihre Kinder waren Tochter Louise (1832–1840), Sohn Oskar (1837–1840), Sohn Wilhelm (17. März 1843–1880) und die Glaskünstlerin Henriette von Poschinger (1. Dezember 1845–1903). Steigerwald ist auf dem Friedhof in Zwiesel begraben.